# Fokker F.XIV
Le Fokker F.XIV était un avion-cargo trimoteur monoplan à aile haute cantilever, conçu aux Pays-Bas par le constructeur Fokker au cours des années 1920. Un seul exemplaire fut construit, puis testé par la compagnie KLM. L'appareil n'entra jamais en service.

## Conception et développement
Début 1929, Fokker conçut et fabriqua le prototype d'un avion-cargo monomoteur, probablement pour répondre à un besoin de la compagnie aérienne néerlandaise KLM. Le F.XIV était un monoplan à aile haute, propulsé par un moteur en étoile Gnome-Rhône Jupiter VI de 450 ch (340 kW) et doté d'un train d'atterrissage fixe à roulette de queue. Deux pilotes s'installaient à l'intérieur d'un cockpit fermé disposé en avant du bord d'attaque de l'aile, tandis que la cabine de l'appareil pouvait emporter 1 240 kg de chargement dans un volume de cinq mètres de long. La compagnie KLM testa ce prototype le 14 juin 1929, mais la crise économique des années 1930 mit fin à tout espoir de voir l'avion utilisé en service, le marché pour les avions-cargo devenant de plus en plus faible.
En 1931, Fokker reconstruisit le F.XIV sous la forme d'un avion de ligne trimoteur, le F.XIV-3m. Le moteur Jupiter fut remplacé par trois moteurs en étoile français Lorraine Algol (en) de 370 ch (280 kW), dotés d'anneaux Townend et d'hélices tripales, tandis que la cabine reçut des sièges pour huit passagers. Il fut lui-aussi proposé à la KLM, ainsi qu'à d'autres compagnies aériennes, mais cette démarche ne déboucha sur aucune production en série, et l'unique exemplaire existant termina son existence comme élément de décoration dans un jardin d'agrément,. Il fut détruit en mai 1940.

## Spécifications techniques (F.XIV-3m)
Données de European Transport Aircraft since 1910
Caractéristiques générales
- Équipage : 2 pilotes
- Charge utile : 1 240 kg (sur la version cargo initiale uniquement)
- Longueur : 15,1 m
- Envergure : 20,9 m
- Surface alaire : 62 m2
- Masse à vide : 3 100 kg
- Masse typique : 5 500 kg
- Moteur : 3   moteurs à 9 cylindres en étoile refroidis par air Lorraine Algol 9Na (en) de 370 ch (280 kW) de 370 ch (280 kW)   chacun

 Performances 
- Vitesse maximale : 234 km/h
- Vitesse de croisière : 197 km/h
- Distance franchissable : 1 180 km
- Plafond : 3 700 m
- Charge alaire : 50 kg/m2
- Rapport poids-puissance : 2,79 kg/ch